# 95-я бригада управления
95-я Ленинградская Краснознамённая бригада управления имени 50-летия образования СССР — тактическое соединение войск связи Российской Федерации.
Условное наименование — Войсковая часть № 13821 (в/ч 13821). Сокращённое наименование — 95 бру.
Находится в составе 6-й общевойсковой армии Западного военного округа.

## История
Ведёт историю от отдельной роты связи штаба Петроградского военного округа. Рота была сформирована в 1919 году. Затем преобразована во 2-й запасной телефонно-телеграфный дивизион, участвовавший в Гражданской войне. С 1940 года часть именовалась 26-м отдельным полком связи (26 опс). Подразделение участвовало в Советско-финской и Великой Отечественной войнах. Занималось обеспечением связи штаба Северного (позднее — Ленинградского) фронта. Связисты принимали затем участие в боях в Советско-финской войне на карельском перешейке. В их ведении находился главный коммутатор связи блокадного Ленинграда с «большой землёй», сегодня известный как мемориал «Блиндаж в Ваганово».
Перед распадом СССР с 1980 года соединение носило наименование 95-я отдельная бригада связи. Дислоцировалась в Чёрной Речке. В 2010 году переименована в 95-ю бригаду управления.